# ハニーパイ
ハニーパイ(Honey Pie)は、日本の競走馬・繁殖牝馬。主な勝ち鞍に2012年のエーデルワイス賞およびリリーカップ。2012年度のNARグランプリ2歳最優秀牝馬に選出された。

## 戦績
- 特記事項なき場合、本節の出典はJBISサーチ[3]、地方競馬全国協会[2]

2012年5月4日、門別競馬場でのフレッシュチャレンジでデビューし、2着。2戦目のアタックチャレンジで勝ち上がると、続くウィナーズチャレンジでも3着に入る。オープン競走のケイムホーム賞5着から臨んだリリーカップでは2番手から抜け出して重賞初勝利をおさめ、当初騎乗予定の宮崎光行の負傷により代わって騎乗した黒澤愛斗も、これが重賞初勝利となった。フローラルカップでカイカヨソウの2着に入った後、交流重賞のエーデルワイス賞では先行馬の背後から抜け出し、同一生産牧場・同一馬主のピッチシフターに1馬身差をつけて重賞2勝目を飾った。11月園田競馬場に遠征しての兵庫ジュニアグランプリでもケイアイレオーネの3着に入ったが、12月31日の東京2歳優駿牝馬は7着に終わった。2歳時は交流重賞1勝を含む重賞2勝を挙げ、2012年度のNARグランプリ選考ではNARグランプリ2歳最優秀牝馬に選ばれた。
その後は川崎競馬場・内田勝義厩舎に移って休養に入り、2013年9月に復帰して1戦するも12頭立ての最下位に終わり、これが最後の競馬となって11月28日付で競走馬登録を抹消された。

## 競走成績
以下の内容は、JBISサーチ、netkeiba.com、地方競馬全国協会に基づく。
| 競走日     | 競馬場 | 競走名               | 格     | 距離（馬場）  | 頭 数 | 枠 番 | 馬 番 | オッズ （人気） | 着順 | タイム （上り3F） | 着差 | 騎手      | 斤量 [kg] | 1着馬（2着馬）     | 馬体重 [kg] |
| ---------- | ------ | -------------------- | ------ | ------------- | ----- | ----- | ----- | --------------- | ---- | ----------------- | ---- | --------- | --------- | ------------------ | ----------- |
| 2012.05.04 | 門別   | フレッシュチャレンジ | 新馬   | ダ1200m（不） | 10    | 8     | 10    | 005.70（3人）   | 02着 | R1:13.7（38.1）   | -0.3 | 0服部茂史 | 54        | コルチナ           | 456         |
| 0000.05.16 | 門別   | アタックチャレンジ   |        | ダ1000m（稍） | 11    | 7     | 9     | 001.20（1人）   | 01着 | R1:01.6（37.4）   | -1.4 | 0岩橋勇二 | 54        | （マミーフェスト） | 460         |
| 0000.07.26 | 門別   | ウィナーズチャレンジ | OP     | ダ1200m（良） | 9     | 5     | 5     | 005.40（3人）   | 03着 | R1:16.6（39.2）   | -0.1 | 0宮崎光行 | 54        | トチノスカーレット | 472         |
| 0000.08.08 | 門別   | ケイムホーム賞       | OP     | ダ1200m（良） | 12    | 8     | 11    | 007.00（4人）   | 05着 | R1:16.7（40.7）   | -0.7 | 0宮崎光行 | 54        | ブリリアントロビン | 470         |
| 0000.08.30 | 門別   | リリーC              | H3     | ダ1000m（良） | 13    | 6     | 8     | 003.90（2人）   | 01着 | R1:01.3（37.7）   | -0.2 | 0黒澤愛斗 | 54        | （ホリノケイ）     | 462         |
| 0000.09.27 | 門別   | フローラルC          | H3     | ダ1700m（重） | 10    | 8     | 9     | 018.80（5人）   | 02着 | R1:51.1（39.6）   | -0.7 | 0桑村真明 | 54        | カイカヨソウ       | 468         |
| 0000.10.25 | 門別   | エーデルワイス賞     | JpnIII | ダ1200m（稍） | 14    | 6     | 10    | 010.70（5人）   | 01着 | R1:12.4（37.8）   | -0.2 | 0桑村真明 | 54        | （ピッチシフター） | 480         |
| 0000.11.29 | 園田   | 兵庫ジュニアGP       | JpnII  | ダ1400m（稍） | 11    | 8     | 11    | 015.50（4人）   | 03着 | R1:27.6（38.5）   | -1.2 | 0木村健   | 54        | ケイアイレオーネ   | 484         |
| 0000.12.31 | 大井   | 東京2歳優駿牝馬      | SI     | ダ1600m（不） | 16    | 8     | 16    | 007.10（2人）   | 07着 | R1:45.2（41.6）   | -2.0 | 0的場文男 | 54        | カイカヨソウ       | 465         |
| 2013.09.26 | 船橋   | 長月特別             | B1以下 | ダ1500m（重） | 12    | 6     | 7     | 007.80（5人）   | 12着 | R1:40.2（45.1）   | -6.0 | 0的場文男 | 54        | ローズデュルワ     | 483         |

## 引退後
引退後はグランド牧場に戻って繁殖牝馬となり、2020年からは新ひだか町の前谷牧場で繋養されている。3番仔ラブミードールは2021年4月14日の門別競馬場第6レース、いわゆる「日本一早い2歳新馬戦」フレッシュチャレンジに勝利して2019年産馬の勝利第1号、2021年に産駒がデビューしたコパノリッキーの産駒初勝利を記録した。

### 産駒一覧
|       | 生年   | 馬名               | 性     | 毛色   | 父                     | 馬主                         | 厩舎                           | 戦績    | 供用           | 出典   |
| ----- | ------ | ------------------ | ------ | ------ | ---------------------- | ---------------------------- | ------------------------------ | ------- | -------------- | ------ |
| 初仔  | 2015年 | サトノユニゾン     | 牡 →騸 | 鹿毛   | シニスターミニスター   | （株）サトミホースカンパニー | 美浦・古賀慎明 →船橋・山下貴之 | 37戦5勝 | （引退）       | [ 12 ] |
| 2番仔 | 2016年 | ウィズジョイ       | 牝     | 青鹿毛 | ヴィクトワールピサ     | 西村專次                     | 盛岡・櫻田康二 →川崎・安池成実 | 16戦2勝 | （引退・繁殖） | [ 13 ] |
| 3番仔 | 2019年 | ラブミードール     | 牝     | 栗毛   | コパノリッキー         | 小林祥晃                     | 北海道・角川秀樹 →栗東・村山明 | 8戦2勝  | （引退）       | [ 14 ] |
| 4番仔 | 2021年 | ハリウッドブルース | 牡     | 栗毛   | カリフォルニアクローム | （株）京都ホースレーシング   | 栗東・浜田多実雄               | 13戦2勝 | （現役競走馬） | [ 15 ] |
| 5番仔 | 2022年 | ディアマイハニー   | 牝     | 栗毛   | カリフォルニアクローム | （株）京都ホースレーシング   | 栗東・中尾秀正                 | 5戦1勝  | （現役競走馬） | [ 16 ] |

- 2025年4月13日現在

## 血統表
| ハニーパイの血統                | ハニーパイの血統                                 | ハニーパイの血統               | （血統表の出典）               | （血統表の出典）   |
| 父系                            | ミスタープロスペクター系                         | ミスタープロスペクター系       | ミスタープロスペクター系       | [ § 2 ]            |
| 父 サウスヴィグラス 1996 栗毛   | 父の父*エンドスウィープ End Sweep 1991 鹿毛      | *フォーティナイナー            | Mr. Prospector                 | Mr. Prospector     |
| 父 サウスヴィグラス 1996 栗毛   | 父の父*エンドスウィープ End Sweep 1991 鹿毛      | *フォーティナイナー            | File                           |                    |
| 父 サウスヴィグラス 1996 栗毛   | 父の父*エンドスウィープ End Sweep 1991 鹿毛      | Broom Dance                    | Dance Spell                    | Dance Spell        |
| 父 サウスヴィグラス 1996 栗毛   | 父の父*エンドスウィープ End Sweep 1991 鹿毛      | Broom Dance                    | Witching Hour                  |                    |
| 父 サウスヴィグラス 1996 栗毛   | 父の母*ダーケストスター Darkest Star 1989 黒鹿毛 | Star de Naskra                 | Naskra                         | Naskra             |
| 父 サウスヴィグラス 1996 栗毛   | 父の母*ダーケストスター Darkest Star 1989 黒鹿毛 | Star de Naskra                 | Candle Star                    |                    |
| 父 サウスヴィグラス 1996 栗毛   | 父の母*ダーケストスター Darkest Star 1989 黒鹿毛 | Minnie Riperton                | Cornish Prince                 | Cornish Prince     |
| 父 サウスヴィグラス 1996 栗毛   | 父の母*ダーケストスター Darkest Star 1989 黒鹿毛 | Minnie Riperton                | English Harbor                 |                    |
| 母 チャームカーニバル 2001 鹿毛 | 母の父*アサティス Assatis 1985 鹿毛              | Topsider                       | Northern Dancer                | Northern Dancer    |
| 母 チャームカーニバル 2001 鹿毛 | 母の父*アサティス Assatis 1985 鹿毛              | Topsider                       | Drumtop                        |                    |
| 母 チャームカーニバル 2001 鹿毛 | 母の父*アサティス Assatis 1985 鹿毛              | Secret Asset                   | Graustark                      | Graustark          |
| 母 チャームカーニバル 2001 鹿毛 | 母の父*アサティス Assatis 1985 鹿毛              | Secret Asset                   | Numbered Account               |                    |
| 母 チャームカーニバル 2001 鹿毛 | 母の母リップスティック 1986 黒鹿毛               | *キャタオラ                    | Never Bend                     | Never Bend         |
| 母 チャームカーニバル 2001 鹿毛 | 母の母リップスティック 1986 黒鹿毛               | *キャタオラ                    | Silent Beauty                  |                    |
| 母 チャームカーニバル 2001 鹿毛 | 母の母リップスティック 1986 黒鹿毛               | イスズアロー                   | アローエクスプレス             | アローエクスプレス |
| 母 チャームカーニバル 2001 鹿毛 | 母の母リップスティック 1986 黒鹿毛               | イスズアロー                   | イスズヒメ                     |                    |
| 母系(F-No.)                     | アストニシメント(GB)系(FN:7-c)                   | アストニシメント(GB)系(FN:7-c) | アストニシメント(GB)系(FN:7-c) | [ § 3 ]            |
| 5代内の近親交配                 | Northern Dancer 4 × 5 = 9.38％                   | Northern Dancer 4 × 5 = 9.38％ | Northern Dancer 4 × 5 = 9.38％ | [ § 4 ]            |
| 出典                            | 1. 2. 3. 4.                                      | 1. 2. 3. 4.                    | 1. 2. 3. 4.                    | 1. 2. 3. 4.        |

- 8代母オーグメント（競走馬名アスベル）は1926年の帝室御賞典、1927年の各内国産古馬競走（共に天皇賞の前身）の勝ち馬。
- 主な近親にサウスアメリカン（百万石賞）、リキサンパワー（フェブラリーH、札幌記念）、トドロキヒホウ（オールカマー、弥生賞、東京4歳S）、ケンハツピー（東海菊花賞）など。